# Шербурн (Нью-Йорк)
Шербурн (англ. Sherburne) — місто (англ. town) в США, в окрузі Ченанго штату Нью-Йорк. Населення — 3973 особи (2020).

## Демографія
Згідно з переписом 2010 року, у місті мешкало 4048 осіб у 1654 домогосподарствах у складі 1076 родин. Було 1832 помешкання
Расовий склад населення:
| - 97,6 % — білих - 0,4 % — чорних або афроамериканців - 0,3 % — азіатів - 0,2 % — корінних американців |

До двох чи більше рас належало 0,9 %. Частка іспаномовних становила 1,6 % від усіх жителів.
За віковим діапазоном населення розподілялося таким чином: 23,4 % — особи молодші 18 років, 60,9 % — особи у віці 18—64 років, 15,7 % — особи у віці 65 років та старші. Медіана віку мешканця становила 42,3 року. На 100 осіб жіночої статі у місті припадало 94,0 чоловіків;  на 100 жінок у віці від 18 років та старших — 91,1 чоловіків також старших 18 років.
Середній дохід на одне домашнє господарство  становив 56 689 доларів США (медіана — 43 013), а середній дохід на одну сім'ю — 66 851 долар (медіана — 48 450). Медіана доходів становила 38 300 доларів для чоловіків та 39 531 долар для жінок. За межею бідності перебувало 16,4 % осіб, у тому числі 15,7 % дітей у віці до 18 років та 17,1 % осіб у віці 65 років та старших.
Цивільне працевлаштоване населення становило 1852 особи. Основні галузі зайнятості: освіта, охорона здоров'я та соціальна допомога — 27,3 %, виробництво — 13,4 %, роздрібна торгівля — 8,7 %, публічна адміністрація — 7,0 %.